# Gheorghe Angelescu (general)

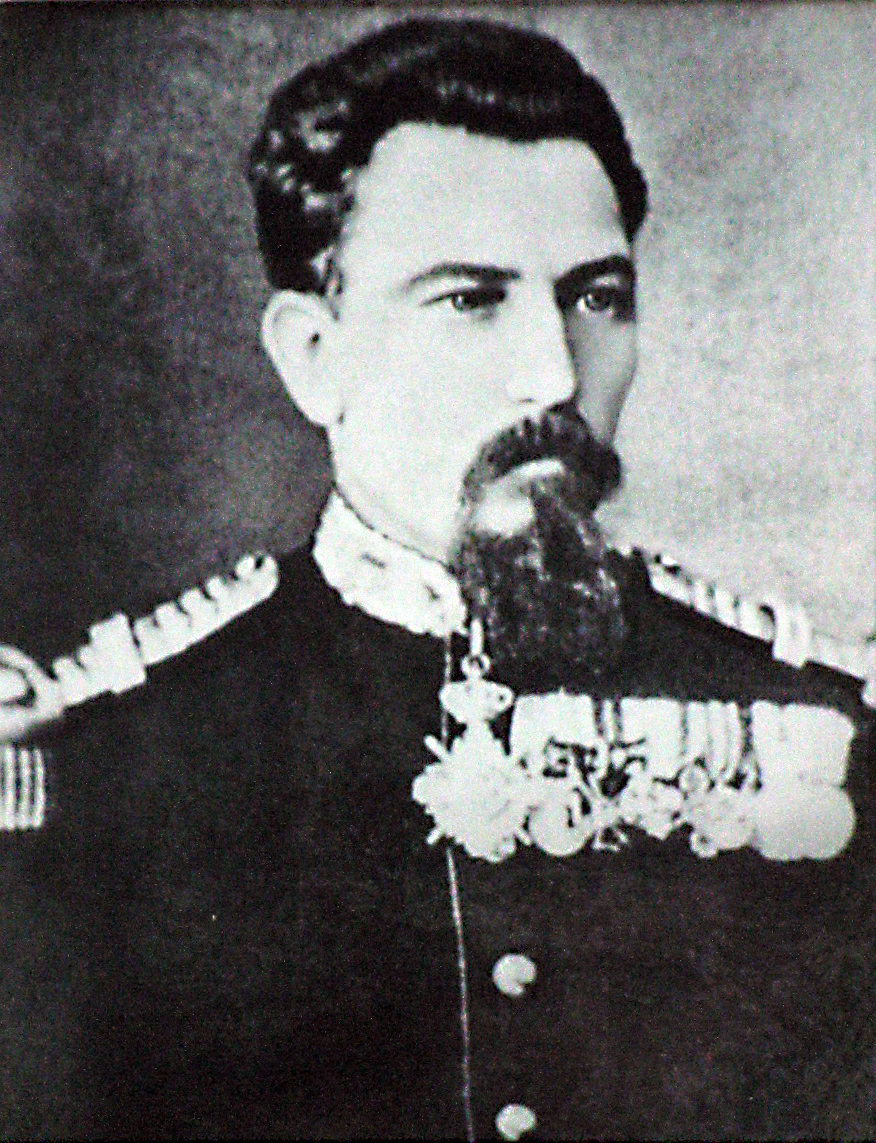
Generalul Gheorghe Angelescu.

Gheorghe Angelescu (n. 6 ianuarie 1839, București – d. 3 aprilie 1915, Târgu Jiu) a fost un politician și general român.

## Studii
În perioada 1854-1856 studiază la Școala Militară din București.

## Carieră militară și funcții deținute
Ofițer de infanterie, este avansat la gradul de colonel în 1870, iar pe cel de general în 1877. A comandat Divizia 3 Infanterie în Războiul de Independență.
Între 12-14 august 1877 a supravegheat construcția podului de vase de la Corabia. A trecut Dunărea cu divizia sa și a participat la atacul asupra Griviței.
După căderea Plevnei, la 12 ianuarie 1878, a bombardat Belogragicul și a cucerit Tatargicul de la turci, facilitând prin aceasta instituirea blocadei Vidinului.
La 22 februarie 1879, prin Înalt Decret 373, se înființează la Constanța prima mare unitate militară, sub denumirea de „Divizia Activă Dobrogea” (redenumită în anul 1903 Divizia 9 Infanterie) la conducerea căreia a fost numit generalul Gheorghe Angelescu. Aceasta se petrecea la scurt timp după preluarea de către România a teritoriului dintre Dunăre și Marea Neagră, în urma războiului din 1877-1878. 
A lăsat, în manuscris, memorii intitulate  "Amintiri din viață. Memorii", publicate parțial, care în mare parte se referă la Războiul de Independență. 
- 25 ianuarie - 1 august 1882 - Ministru de Război.
- 1882 - 1885 - Senator.
- 1883 - 1894  - Comandantul Corpului I Armată.